# العلاقات الإسواتينية السلوفينية
العلاقات الإسواتينية السلوفينية هي العلاقات الثنائية التي تجمع بين إسواتيني وسلوفينيا.

## مقارنة بين البلدين
هذه مقارنة عامة ومرجعية للدولتين:
| وجه المقارنة                                              | إسواتيني                                   | سلوفينيا                                                      |
| --------------------------------------------------------- | ------------------------------------------ | ------------------------------------------------------------- |
| المساحة (كم2)                                             | 17.36 ألف                                  | 20.27 ألف                                                     |
| عدد السكان (نسمة)                                         | 1.37 مليون                                 | 2.07 مليون                                                    |
| الكثافة السكانية (ن./كم²)                                 | 78.92                                      | 102.12                                                        |
| العاصمة                                                   | لوبامبا، مبابان                            | ليوبليانا                                                     |
| اللغة الرسمية                                             | لغة إنجليزية، لغة سوازي                    | اللغة السلوفينية، اللغة الإيطالية، لغة مجرية                  |
| العملة                                                    | ليلانغيني سوازيلندي                        | يورو، تولار سلوفيني                                           |
| الناتج المحلي الإجمالي (بليون دولار)                      | 4.41 مليار                                 | 48.77 مليار                                                   |
| الناتج المحلي الإجمالي (تعادل القوة الشرائية) بليون دولار | 11.13 مليار                                | 66.01 مليار                                                   |
| الناتج المحلي الإجمالي الاسمي للفرد دولار أمريكي          | 3.20 ألف                                   | 20.73 ألف                                                     |
| الناتج المحلي الإجمالي للفرد دولار أمريكي                 | 8.29 ألف                                   | 30.40 ألف                                                     |
| مؤشر التنمية البشرية                                      | 0.531                                      | 0.880                                                         |
| رمز المكالمات الدولي                                      | +268                                       | +386                                                          |
| رمز الإنترنت                                              | .sz                                        | .si                                                           |
| المنطقة الزمنية                                           | التوقيت القياسي لجنوب أفريقيا، ت ع م+02:00 | توقيت وسط أوروبا، ت ع م+01:00، ت ع م+02:00، أوروبا/ليوبليانا ‏ |

## منظمات دولية مشتركة
يشترك البلدان في عضوية مجموعة من المنظمات الدولية، منها:
| علم المنظمة | اسم المنظمة                               | تاريخ انضمام إسواتيني | تاريخ انضمام سلوفينيا |
| ----------- | ----------------------------------------- | --------------------- | --------------------- |
|             | مؤسسة التنمية الدولية                     | 22 سبتمبر 1969        | 25 فبراير 1993        |
|             | يونسكو                                    | 25 يناير 1978         | 27 مايو 1992          |
|             | وكالة ضمان الاستثمار متعدد الأطراف        | 18 أبريل 1990         | 19 مارس 1993          |
|             | الأمم المتحدة                             | 24 سبتمبر 1968        | 22 مايو 1992          |
|             | الاتحاد البريدي العالمي                   | ?                     | ?                     |
|             | البنك الدولي للإنشاء والتعمير             | 22 سبتمبر 1969        | 25 فبراير 1993        |
|             | الاتحاد الدولي للاتصالات                  | 11 نوفمبر 1970        | 16 يونيو 1992         |
|             | منظمة حظر الأسلحة الكيميائية              | ?                     | ?                     |
|             | مؤسسة التمويل الدولية                     | 22 سبتمبر 1969        | 25 فبراير 1993        |
|             | المركز الدولي لتسوية المنازعات الاستشارية | 14 يوليو 1971         | 6 أبريل 1994          |
|             | منظمة التجارة العالمية                    | ?                     | ?                     |
|             | منظمة الشرطة الجنائية الدولية             | ?                     | ?                     |

## وصلات خارجية
- موقع وزارة الخارجية السلوفينية